# 大有 (年號)
大有（928年三月—942年三月）是南汉高祖劉龑的第三個年号，共计15年。

## 改元
- 白龍四年——三月，改元大有元年。[2][3][4][5]
- 大有十五年——三月二十三日，南漢高祖去世，南漢殤帝劉玢即位，改元光天元年。[6][7][8][9][10]

## 紀年對照表
| 大有 | 元年   | 二年   | 三年   | 四年   | 五年   | 六年  | 七年  | 八年  | 九年  | 十年  |
| ---- | ------ | ------ | ------ | ------ | ------ | ----- | ----- | ----- | ----- | ----- |
| 公元 | 928年  | 929年  | 930年  | 931年  | 932年  | 933年 | 934年 | 935年 | 936年 | 937年 |
| 干支 | 戊子   | 己丑   | 庚寅   | 辛卯   | 壬辰   | 癸巳  | 甲午  | 乙未  | 丙申  | 丁酉  |
| 大有 | 十一年 | 十二年 | 十三年 | 十四年 | 十五年 |       |       |       |       |       |
| 公元 | 938年  | 939年  | 940年  | 941年  | 942年  |       |       |       |       |       |
| 干支 | 戊戌   | 己亥   | 庚子   | 辛丑   | 壬寅   |       |       |       |       |       |

## 同期存在的其他政权年号
- 中國
  - 天成（926年－930年）：後唐—李嗣源之年號
  - 長興（930年－933年）：後唐—李嗣源之年號
  - 應順（934年）：後唐—李從厚之年號
  - 清泰（934年－936年）：後唐—李從珂之年號
  - 天福（936年－944年）：後晉—石敬瑭之年號
  - 乾貞（927年－929年）：吳—楊溥之年號
  - 大和（929年－935年）：吳—楊溥之年號
  - 天祚（935年－937年）：吳—楊溥之年號
  - 昇元（937年－943年）：南唐—李昪之年號
  - 龍啟（933年－934年）：閩—王延鈞之年號
  - 永和（935年－936年）：閩—王延鈞之年號
  - 通文（936年－939年）：閩—王繼鵬之年號
  - 永隆（939年－943年）：閩—王延羲之年號
  - 明德（934年－937年）：後蜀—孟知祥之年號
  - 廣政（938年－965年）：後蜀—孟昶之年號
  - 宝正（926年－931年）：吳越—錢鏐之年號
  - 尊聖（928年－929年）：大天興—趙善政之年號
  - 大明（931年－937年）：大義寧—楊干真之年號
  - 文德（938年－944年）：大理—段思平之年號
  - 天顯（926年－938年）：契丹—耶律阿保機、耶律德光之年號
  - 會同（938年－947年）：契丹—耶律德光之年號
  - 甘露（926年－936年）：東丹—耶律倍之年號
  - 同慶（912年－966年）：于闐—尉遲烏僧波之年號
- 朝鮮半島
  - 天授（918年－933年）：高麗—高麗太祖王建之年號
- 日本
  - 延長（923年－931年）：醍醐天皇、朱雀天皇之年号
  - 承平（931年－938年）：朱雀天皇之年号
  - 天慶（938年－947年）：朱雀天皇、村上天皇之年号

## 參看
- 中國年號索引
- 大有卦

## 深入閱讀
- 李崇智. . 北京: 中華書局. 2004年12月. ISBN 7101025129.
- 鄧洪波. . 臺北: 國立臺灣大學東亞經典與文化研究計劃. 2005年3月  [2022-01-03]. ISBN 9789860005189. （原始内容 (pdf)存档于2007-08-25）.

| 前一年號： 白龍 | 南汉年号 928年－942年 | 下一年號： 光天 |